# Soeishinsha
 (février 2025).
Motif : Où sont les sources permettant de démontrer l'admissibilité de cette entreprise sur Wikipédia ?
- Archive Wikiwix
- Bing
- Cairn
- DuckDuckGo
- E. Universalis
- Gallica
- Google
- G. Books
- G. News
- G. Scholar
- Persée
- Qwant
- (zh) Baidu
- (ru) Yandex
- (wd) trouver des œuvres sur Wikidata

| 1. | Préciser le motif de la pose du bandeau. | Précisez le motif de la pose du bandeau en utilisant la syntaxe suivante : {{admissibilité à vérifier\|date=mars 2025\|motif=remplacez ce texte par le motif}}                   |
| 2. | Informer les utilisateurs concernés.     | Pensez à avertir le créateur de l'article, par exemple, en insérant le code ci-dessous sur sa page de discussion : {{subst:avertissement admissibilité à vérifier\|Soeishinsha}} |

 Soeishinsha  (創映新社) est une société japonaise de production d’anime et d’autres produits audio-visuels. 

## Anime
- Project A-Ko  (1986)
- Violence Jack  (1986)
- Metal Skin Panic MADOX-01  (1987)
- Vampire Princess Miyu  (1988)
- Kujaku-Ō  (1988)
- Angel Cop  (1989)

## Jeux vidéos
- Warn Buster Zero  (1997)
- Seraphim Saigo No Tenshi  (1997)